# ألين كامبل
ألين كامبل (بالإنجليزية: Allen Campbell)‏ هو لاعب سيرك ‏ أمريكي، ولد في 1953، وتوفي في 20 أغسطس 1994 بسبب هجمات الحيوانات.